# Camille Clifford
Camilla Antoinette Clifford (29 de junio de 1885 - 28 de junio de 1971) fue una actriz de teatro belga, siendo la modelo más famosa de las ilustraciones de "Gibson Girl". Su imponente peinado y figura de reloj de arena definieron el estilo Gibson Girl.

## Biografía
Clifford nació el 29 de junio de 1885 en Amberes, Bélgica, con Reynold Clifford y Matilda Ottersen. Camille se crio entre Suecia, Noruega y Boston. A principios de los años 1900 ganó $ 2000 en un concurso de revistas patrocinado por el ilustrador Charles Dana Gibson para encontrar una versión viva de sus dibujos de la chica Gibson: su mujer ideal. Clifford se convirtió en actriz, actuando en los Estados Unidos desde 1902 y en Inglaterra desde 1904. Regresó de Londres a Boston el 3 de julio de 1906. Mientras actuaba sin parar, Clifford se hizo famosa no obstante no por su talento, sino por su belleza. Su estilo característico era un vestido largo y elegante envuelto alrededor de su ceñida cintura de avispa de cuarenta y cinco centímetros.
Se retiró del escenario y se casó con el Capitán Honorable Henry Lyndhurst Bruce en 1906. Tuvieron una hija, Margaret, pero la bebé murió cinco días después del nacimiento. Su primer marido fue muerto durante la Gran Guerra en 1914.
Hizo un breve regreso al escenario después de la muerte de su primer marido. Luego, en 1917, se casó con el Capitán John Meredyth Jones Evans. Después de la guerra, dejó el escenario para siempre y más tarde tuvo un establo de caballos de carreras exitosos. Su segundo marido murió en 1957.
Falleció el 28 de junio de 1971.

## Legado
A pesar de su reputación como "la 'Gibson Girl' por excelencia", ella no era de ninguna manera la única en posar para el popular personaje.
Sus fotografías tomadas por Lizzie Caswall Smith en 1905 a menudo aparecen en libros de moda históricos y en sitios web para ilustrar el estilo eduardiano.